# Gustav Kilpper
Gustav Kilpper (geboren am 4. Juli 1879 in Tübingen; gestorben am 30. März 1963 in Stuttgart) war ein deutscher Verleger.

## Leben
Nach der Lehrzeit in Stuttgart und einer ersten Anstellung im Verlag Paul Neff trat Kilpper 1903 in die Deutsche Verlags-Anstalt (DVA), Stuttgart, ein, deren Generaldirektor er 1910 wurde. Unter seiner Leitung expandierte das Unternehmen und das Programm wurde um die Themengebiete Kunst, Geschichte und Politik erweitert. Unter dem zunehmenden Einfluss der nationalsozialistischen Machthaber auf die Verlage nahm Kilpper 1940 den Rowohlt Verlag unter den der DVA. Als der Einfluss auch auf die DVA zunahm, trat Kilpper 1942 zurück.
Als Ernst Rowohlt 1945 seinen Verlag wieder selbst führte, arbeitete Kilpper zeitweilig als freier Lektor mit. Im Jahr 1953 gründete er in Stuttgart einen eigenen Verlag, in dem er bis 1960 arbeitete.

## Auszeichnungen
1924 verlieh die Universität München Kilpper die Ehrendoktorwürde.